# Sandown Mile
Groupe II
Le Sandown Mile est une course de groupe II se déroulant annuellement sur l'hippodrome de Sandown Park en Angleterre. L'épreuve est disputée sur une distance de 1 609 mètres (1 mile), et est ouverte aux chevaux de quatre ans et plus.

## Palmarès
| Année | Vainqueur                                                      | Pays                                                           | Père                                                           | Jockey                                                         | Entraîneur                                                     | Propriétaire                                                   | Temps                                                          |
| ----- | -------------------------------------------------------------- | -------------------------------------------------------------- | -------------------------------------------------------------- | -------------------------------------------------------------- | -------------------------------------------------------------- | -------------------------------------------------------------- | -------------------------------------------------------------- |
| 2025  | Dancing Gemini                                                 | Royaume-Uni                                                    | Camelot                                                        | Rossa Ryan                                                     | Roger Teal                                                     | Fishdance Ltd                                                  | 1'43"53                                                        |
| 2024  | Charyn                                                         | Royaume-Uni                                                    | Dark Angel                                                     | Silvestre de Sousa                                             | Roger Varian                                                   | Nurlan Bizakov                                                 | 1'45"17                                                        |
| 2023  | Mutasaabeq                                                     | Royaume-Uni                                                    | Invincible Spirit                                              | Jim Crowley                                                    | Charles Hills                                                  | Shadwell Estate Co. Ltd                                        | 1'37"18                                                        |
| 2022  | Lights On                                                      | Royaume-Uni                                                    | Siyouni                                                        | Ryan Moore                                                     | Michael Stoute                                                 | Cheveley Park Stud                                             | 1'45"63                                                        |
| 2021  | Palace Pier                                                    | Royaume-Uni                                                    | Kingman                                                        | Frankie Dettori                                                | John et Thady Gosden                                           | Hamdane ben Mohammed Al Maktoum                                | 1'44"43                                                        |
| 2020  | Course non disputée (confinement dû à la pandémie de Covid-19) | Course non disputée (confinement dû à la pandémie de Covid-19) | Course non disputée (confinement dû à la pandémie de Covid-19) | Course non disputée (confinement dû à la pandémie de Covid-19) | Course non disputée (confinement dû à la pandémie de Covid-19) | Course non disputée (confinement dû à la pandémie de Covid-19) | Course non disputée (confinement dû à la pandémie de Covid-19) |
| 2019  | Beat The Bank                                                  | Royaume-Uni                                                    | Paco Boy                                                       | Silvestre de Sousa                                             | Andrew Balding                                                 | King Power Racing Co Ltd                                       | 1'43"23                                                        |
| 2018  | Addeybb                                                        | Royaume-Uni                                                    | Pivotal                                                        | James Doyle                                                    | William Haggas                                                 | Ahmed Al Maktoum                                               | 1'45"48                                                        |
| 2017  | Sovereign Debt                                                 | Royaume-Uni                                                    | Dark Angel                                                     | James Sullivan                                                 | Ruth Carr                                                      | Lady O'Reilly & Partners                                       | 1'44"24                                                        |
| 2016  | Toormore                                                       | Royaume-Uni                                                    | Arakan                                                         | William Buick                                                  | Richard Hannon Jr.                                             | Écurie Godolphin                                               | 1'43"06                                                        |
| 2015  | Custom Cut                                                     | Royaume-Uni                                                    | Notnowcato                                                     | Daniel Tudhope                                                 | David O'Meara                                                  | Gary Douglas & Pat Breslin                                     | 1'44"57                                                        |
| 2014  | Tullius                                                        | Royaume-Uni                                                    | Le Vie Dei Colori                                              | Jimmy Fortune                                                  | Andrew Balding                                                 | Kennet Valley Thoroughbreds VI                                 | 1'48"10                                                        |
| 2013  | Trumpet Major                                                  | Royaume-Uni                                                    | Arakan                                                         | Richard Hughes                                                 | Richard Hannon Sr.                                             | John Manley                                                    | 1'45"34                                                        |
| 2012  | Penitent                                                       | Royaume-Uni                                                    | Kyllachy                                                       | Daniel Tudhope                                                 | David O'Meara                                                  | Middleham Park Racing XVII                                     | 1'52"58                                                        |
| 2011  | Dick Turpin                                                    | Royaume-Uni                                                    | Arakan                                                         | Richard Hughes                                                 | Richard Hannon Sr.                                             | John Manley                                                    | 1'41"92                                                        |
| 2010  | Paco Boy                                                       | Royaume-Uni                                                    | Desert Style                                                   | Richard Hughes                                                 | Richard Hannon Sr.                                             | Calvera Partnership No 2                                       | 1'41"65                                                        |
| 2009  | Paco Boy                                                       | Royaume-Uni                                                    | Desert Style                                                   | Richard Hughes                                                 | Richard Hannon Sr.                                             | Calvera Partnership No 2                                       | 1'43"04                                                        |
| 2008  | Major Cadeaux                                                  | Royaume-Uni                                                    | Cadeaux Genereux                                               | Richard Hughes                                                 | Richard Hannon Sr.                                             | Woodcock / Pickford / Mort                                     | 1'43"23                                                        |
| 2007  | Jeremy                                                         | Royaume-Uni                                                    | Danehill Dancer                                                | Frankie Dettori                                                | Sir Michael Stoute                                             | Elizabeth Moran                                                | 1'41"22                                                        |
| 2006  | Rob Roy                                                        | Royaume-Uni                                                    | Lear Fan                                                       | Michael Kinane                                                 | Sir Michael Stoute                                             | Philip Newton                                                  | 1'41"98                                                        |
| 2005  | Hurricane Alan                                                 | Royaume-Uni                                                    | Mukkadamah                                                     | Pat Dobbs                                                      | Richard Hannon Sr.                                             | I A N Wright                                                   | 1'43"68                                                        |
| 2004  | Hurricane Alan                                                 | Royaume-Uni                                                    | Mukkadamah                                                     | Pat Dobbs                                                      | Richard Hannon Sr.                                             | I A N Wright                                                   | 1'43"67                                                        |
| 2003  | Desert Deer                                                    | Royaume-Uni                                                    | Cadeaux Genereux                                               | Kevin Darley                                                   | Mark Johnston                                                  | Jaber Abdullah                                                 | 1'42"67                                                        |
| 2002  | Swallow Flight                                                 | Royaume-Uni                                                    | Bluebird                                                       | Darryll Holland                                                | Geoff Wragg                                                    | Mollers Racing                                                 | 1'45"13                                                        |
| 2001  | Nicobar                                                        | Royaume-Uni                                                    | Indian Ridge                                                   | Kieren Fallon                                                  | Ian Balding                                                    | Robert Hitchins                                                | 1'49"61                                                        |
| 2000  | Indian Lodge                                                   | Royaume-Uni                                                    | Grand Lodge                                                    | Michael Kinane                                                 | Amanda Perrett                                                 | Seymour Cohn                                                   | 1'50"69                                                        |
| 1999  | Handsome Ridge                                                 | Royaume-Uni                                                    | Indian Ridge                                                   | Frankie Dettori                                                | John Gosden                                                    | Platt Promotions Ltd                                           | 1'47"85                                                        |
| 1998  | Almushtarak                                                    | Royaume-Uni                                                    | Fairy King                                                     | Ray Cochrane                                                   | Kamil Mahdi                                                    | Hamad Al-Mutuwa                                                | 1'51"12                                                        |
| 1997  | Wixim                                                          | Royaume-Uni                                                    | Diesis                                                         | Pat Eddery                                                     | Roger Charlton                                                 | Khalid Abdullah                                                | 1'43"90                                                        |
| 1996  | Gabr                                                           | Royaume-Uni                                                    | Green Desert                                                   | Willie Carson                                                  | Robert Armstrong                                               | Hamdan Al Maktoum                                              | 1'41"34                                                        |
| 1995  | Missed Flight                                                  | Royaume-Uni                                                    | Dominion                                                       | George Duffield                                                | Chris Wall                                                     | Walter Grubmuller                                              | 1'41"09                                                        |
| 1994  | Penny Drops                                                    | Royaume-Uni                                                    | Sharpo                                                         | David Harrison                                                 | Lord Huntingdon                                                | Stanley J Sharp                                                | 1'46"89                                                        |
| 1993  | Alhijaz                                                        | Royaume-Uni                                                    | Midyan                                                         | Willie Carson                                                  | John Dunlop                                                    | Prince Faisal                                                  | 1'43"08                                                        |
| 1992  | Rudimentary                                                    | Royaume-Uni                                                    | Nureyev                                                        | Steve Cauthen                                                  | Henry Cecil                                                    | Lord Howard de Walden                                          | 1'42"09                                                        |
| 1991  | In the Groove                                                  | Royaume-Uni                                                    | Night Shift                                                    | Steve Cauthen                                                  | David Elsworth                                                 | Brian Cooper                                                   | 1'42"45                                                        |
| 1990  | Markofdistinction                                              | Royaume-Uni                                                    | Known Fact                                                     | Frankie Dettori                                                | Luca Cumani                                                    | Gerald Leigh                                                   | 1'39"50                                                        |
| 1989  | Reprimand                                                      | Royaume-Uni                                                    | Mummy's Pet                                                    | Steve Cauthen                                                  | Henry Cecil                                                    | Cheikh Mohammed                                                | 1'49"20                                                        |
| 1988  | Soviet Star                                                    | Royaume-Uni                                                    | Nureyev                                                        | Cash Asmussen                                                  | André Fabre                                                    | Cheikh Mohammed                                                | 1'45"23                                                        |
| 1987  | Vertige                                                        | Royaume-Uni                                                    | Lyphard's Wish                                                 | Tony Cruz                                                      | Patrick Biancone                                               | Daniel Wildenstein                                             | 1'40"51                                                        |
| 1986  | Field Hand                                                     | Royaume-Uni                                                    | Crofter                                                        | Brent Thomson                                                  | Barry Hills                                                    | Robert Sangster                                                | 1'51"71                                                        |
| 1985  | Pebbles                                                        | Royaume-Uni                                                    | Sharpen Up                                                     | Steve Cauthen                                                  | Clive Brittain                                                 | Cheikh Mohammed                                                | 1'42"04                                                        |